# Bad Girls (película)
Bad Girls (en España: Cuatro mujeres y un destino) es una película estadounidense de 1994, del género wéstern, dirigida por Jonathan Kaplan y protagonizada por Madeleine Stowe, Mary Stuart Masterson, Andie MacDowell y Drew Barrymore.

## Sinopsis
Cuatro mujeres que trabajan en un Saloon deben huir cuando una de ellas, Cody (Madeleine Stowe), mata a un cliente que estaba a punto de violar a Anita (Mary Stuart Masterson). Perseguidas por la justicia, escapan al norte y se instalan en las tierras de una de ellas. Pero cuando Cody decide recuperar sus ahorros para poder empezar una nueva vida, el banco es atracado por una banda de forajidos encabezada por un antiguo amante con el que tiene una cuenta pendiente.

## Reparto
- Madeleine Stowe - Cody Zamora
- Mary Stuart Masterson - Anita Crown
- Andie MacDowell - Eileen Spenser
- Drew Barrymore - Lily Laronette
- James Russo - Kid Jarrett
- James LeGros - William Tucker
- Robert Loggia - Frank Jarrett
- Dermot Mulroney - Josh McCoy
- Jim Beaver - Detective Graves
- Nick Chinlund - Detective O'Brady
- Harry Northup - Predicadora Sloan
- Don Hood - Sheriff
- Rodger Boyce - Gerente del banco
- Cooper Huckabee - Diputado Earl

## Producción
La directora original fue Tamra Davis, pero tres semanas después de rodar en Sonora, California, Davis fue despedida. El estudio contrató a una nueva productora (Lynda Obst), director (Jonathan Kaplan), director de fotografía (Ralf Bode) y guionista (Ken Friedman). Según se informó, el presupuesto aumentó de 16,5 a 20 millones de dólares. Después de una pausa de un mes, en la que se reescribió el guion para que estuviera más orientado a la acción, se reanudó el rodaje.
Stowe dijo posteriormente: "...una película terrible, terrible. Realmente no hay nada positivo que pueda decir sobre la experiencia, excepto que me trajo a Texas".
Las escenas del ferrocarril se rodaron en Sierra Railroad, en el condado de Tuolumne, California.